# IAAF World Athletics Final 2009
La IAAF World Athletics Final 2009 si è svolta il 12 e 13 settembre 2009 a Salonicco in Grecia.

## Risultati

### Maschili
100 metri piani
| Pos. | Atleta        | Nazione                | Tempo |
| ---- | ------------- | ---------------------- | ----- |
| 1    | Tyson Gay     | Stati Uniti (bandiera) | 9.88  |
| 2    | Asafa Powell  | Giamaica (bandiera)    | 9.90  |
| 3    | Darvis Patton | Stati Uniti (bandiera) | 10.00 |

200 metri piani
| Pos. | Atleta            | Nazione                     | Tempo |
| ---- | ----------------- | --------------------------- | ----- |
| 1    | Usain Bolt        | Giamaica (bandiera)         | 19.68 |
| 2    | Wallace Spearmon  | Stati Uniti (bandiera)      | 20.21 |
| 3    | Brendan Christian | Antille Olandesi (bandiera) | 20.65 |

400 metri piani
| Pos. | Atleta          | Nazione                | Tempo |
| ---- | --------------- | ---------------------- | ----- |
| 1    | LaShawn Merritt | Stati Uniti (bandiera) | 44.93 |
| 2    | Chris Brown     | Bahamas (bandiera)     | 45.49 |
| 3    | David Neville   | Stati Uniti (bandiera) | 45.60 |

800 metri piani
| Pos. | Atleta            | Nazione              | Tempo      |
| ---- | ----------------- | -------------------- | ---------- |
| 1    | David Rudisha     | Kenya (bandiera)     | 1:44.85 CR |
| 2    | Gary Reed         | Canada (bandiera)    | 1:45.23    |
| 3    | Mbulaeni Mulaudzi | Sudafrica (bandiera) | 1:45.53    |

1500 metri piani
| Pos. | Atleta                  | Nazione                | Tempo   |
| ---- | ----------------------- | ---------------------- | ------- |
| 1    | William Biwott Tanui    | Kenya (bandiera)       | 3:35.04 |
| 2    | Leonel Manzano          | Stati Uniti (bandiera) | 3:35.40 |
| 3    | Augustine Kiprono Choge | Kenya (bandiera)       | 3:35.46 |
| 10   | Christian Obrist        | Italia (bandiera)      | 3:45.81 |

3000 metri piani
| Pos. | Atleta            | Nazione                | Tempo   |
| ---- | ----------------- | ---------------------- | ------- |
| 1    | Kenenisa Bekele   | Etiopia (bandiera)     | 8:03.79 |
| 2    | Bernard Lagat     | Stati Uniti (bandiera) | 8:04.00 |
| 3    | Sammy Alex Mutahi | Kenya (bandiera)       | 8:04.64 |

5000 metri piani
| Pos. | Atleta               | Nazione            | Tempo    |
| ---- | -------------------- | ------------------ | -------- |
| 1    | Imane Merga          | Etiopia (bandiera) | 13:29.75 |
| 2    | Micah Kipkemboi Kogo | Kenya (bandiera)   | 13:29.76 |
| 3    | Edwin Cheruiyot Soi  | Kenya (bandiera)   | 13:29.76 |

110 metri ostacoli
| Pos. | Atleta          | Nazione                | Tempo |
| ---- | --------------- | ---------------------- | ----- |
| 1    | Ryan Brathwaite | Barbados (bandiera)    | 13.16 |
| 2    | Dexter Faulk    | Stati Uniti (bandiera) | 13.26 |
| 3    | Dwight Thomas   | Giamaica (bandiera)    | 13.29 |

400 metri ostacoli
| Pos. | Atleta             | Nazione                | Tempo |
| ---- | ------------------ | ---------------------- | ----- |
| 1    | Kerron Clement     | Stati Uniti (bandiera) | 48.11 |
| 2    | L.J. van Zyl       | Sudafrica (bandiera)   | 48.74 |
| 3    | Periklīs Iakōvakīs | Grecia (bandiera)      | 48.90 |

3000 metri siepi
| Pos. | Atleta              | Nazione            | Tempo   |
| ---- | ------------------- | ------------------ | ------- |
| 1    | Ezekiel Kemboi      | Kenya (bandiera)   | 8:04.38 |
| 2    | Paul Kipsiele Koech | Kenya (bandiera)   | 8:05.47 |
| 3    | Bouabdellah Tahri   | Francia (bandiera) | 8:09.14 |

Salto in lungo
| Pos. | Atleta                 | Nazione                | Dist. |
| ---- | ---------------------- | ---------------------- | ----- |
| 1    | Fabrice Lapierre       | Australia (bandiera)   | 8.33  |
| 2    | Dwight Phillips        | Stati Uniti (bandiera) | 8.24  |
| 3    | Godfrey Khotso Mokoena | Sudafrica (bandiera)   | 8.17  |

Salto in alto
| Pos. | Atleta             | Nazione                | Dist. |
| ---- | ------------------ | ---------------------- | ----- |
| 1    | Yaroslav Rybakov   | Russia (bandiera)      | 2.34  |
| 2    | Jaroslav Bába      | Rep. Ceca (bandiera)   | 2.32  |
| 3    | Jesse Williams     | Stati Uniti (bandiera) | 2.29  |
| 4    | Alessandro Talotti | Italia (bandiera)      | 2.26  |

Salto con l'asta
| Pos. | Atleta         | Nazione                | Dist. |
| ---- | -------------- | ---------------------- | ----- |
| 1    | Maksym Mazuryk | Ucraina (bandiera)     | 5.70  |
| 2    | Derek Miles    | Stati Uniti (bandiera) | 5.60  |
| 3    | Damiel Dossévi | Francia (bandiera)     | 5.60  |

Salto triplo
| Pos. | Atleta            | Nazione             | Dist. |
| ---- | ----------------- | ------------------- | ----- |
| 1    | Arnie David Girat | Cuba (bandiera)     | 17.45 |
| 2    | Leevan Sands      | Bahamas (bandiera)  | 17.19 |
| 3    | Momchil Karailiev | Bulgaria (bandiera) | 17.18 |
| 5    | Fabrizio Schembri | Italia (bandiera)   | 16.78 |

Getto del peso
| Pos. | Atleta             | Nazione                | Dist.    |
| ---- | ------------------ | ---------------------- | -------- |
| 1    | Christian Cantwell | Stati Uniti (bandiera) | 22.07 CR |
| 2    | Tomasz Majewski    | Polonia (bandiera)     | 21.21    |
| 3    | Pavel Sofin        | Russia (bandiera)      | 20.82    |

Lancio del martello
| Pos. | Atleta         | Nazione             | Dist. |
| ---- | -------------- | ------------------- | ----- |
| 1    | Primož Kozmus  | Slovenia (bandiera) | 79.80 |
| 2    | Igors Sokolovs | Lettonia (bandiera) | 79.32 |
| 3    | Krisztián Pars | Ungheria (bandiera) | 77.49 |

Lancio del disco
| Pos. | Atleta            | Nazione             | Dist. |
| ---- | ----------------- | ------------------- | ----- |
| 1    | Virgilijus Alekna | Lituania (bandiera) | 67.63 |
| 2    | Robert Harting    | Germania (bandiera) | 66.37 |
| 3    | Piotr Małachowski | Polonia (bandiera)  | 65.60 |

Lancio del giavellotto
| Pos. | Atleta              | Nazione              | Dist. |
| ---- | ------------------- | -------------------- | ----- |
| 1    | Andreas Thorkildsen | Norvegia (bandiera)  | 87.75 |
| 2    | Tero Pitkämäki      | Finlandia (bandiera) | 84.09 |
| 3    | Mark Frank          | Germania (bandiera)  | 82.46 |

### Femminili
100 metri piani
| Pos. | Atleta            | Nazione                | Tempo    |
| ---- | ----------------- | ---------------------- | -------- |
| 1    | Carmelita Jeter   | Stati Uniti (bandiera) | 10.67 CR |
| 2    | Shelly-Ann Fraser | Giamaica (bandiera)    | 10.89    |
| 3    | Kerron Stewart    | Giamaica (bandiera)    | 10.90    |

200 metri piani
| Pos. | Atleta         | Nazione                | Tempo |
| ---- | -------------- | ---------------------- | ----- |
| 1    | Allyson Felix  | Stati Uniti (bandiera) | 22.29 |
| 2    | Sanya Richards | Stati Uniti (bandiera) | 22.29 |
| 3    | Kerron Stewart | Giamaica (bandiera)    | 22.42 |

400 metri piani
| Pos. | Atleta                 | Nazione                | Tempo |
| ---- | ---------------------- | ---------------------- | ----- |
| 1    | Sanya Richards         | Stati Uniti (bandiera) | 49.95 |
| 2    | Novlene Williams-Mills | Giamaica (bandiera)    | 50.34 |
| 3    | Shericka Williams      | Giamaica (bandiera)    | 50.49 |

800 metri piani
| Pos. | Atleta               | Nazione                | Tempo   |
| ---- | -------------------- | ---------------------- | ------- |
| 1    | Anna Willard         | Stati Uniti (bandiera) | 2:00.20 |
| 2    | Maggie Vessey        | Stati Uniti (bandiera) | 2:00.31 |
| 3    | Jennifer Meadows     | Regno Unito (bandiera) | 2:00.41 |
| 5    | Elisa Cusma Piccione | Italia (bandiera)      | 2:00.84 |

1500 metri piani
| Pos. | Atleta                | Nazione                | Tempo   |
| ---- | --------------------- | ---------------------- | ------- |
| 1    | Nancy Jebet Langat    | Kenya (bandiera)       | 4:13.63 |
| 2    | Hannah England        | Regno Unito (bandiera) | 4:14.05 |
| 3    | Christin Wurth-Thomas | Stati Uniti (bandiera) | 4:14.10 |

3000 metri piani
| Pos. | Atleta           | Nazione            | Tempo   |
| ---- | ---------------- | ------------------ | ------- |
| 1    | Meseret Defar    | Etiopia (bandiera) | 8:30.15 |
| 2    | Vivian Cheruiyot | Kenya (bandiera)   | 8:30.61 |
| 3    | Wude Ayalew      | Etiopia (bandiera) | 8:30.93 |

5000 metri piani
| Pos. | Atleta           | Nazione            | Tempo    |
| ---- | ---------------- | ------------------ | -------- |
| 1    | Meseret Defar    | Etiopia (bandiera) | 15:25.31 |
| 2    | Tirunesh Dibaba  | Etiopia (bandiera) | 15:25.92 |
| 3    | Vivian Cheruiyot | Kenya (bandiera)   | 15:26.21 |

100 metri ostacoli
| Pos. | Atleta                 | Nazione                | Tempo |
| ---- | ---------------------- | ---------------------- | ----- |
| 1    | Brigitte Foster-Hylton | Giamaica (bandiera)    | 12.58 |
| 2    | Dawn Harper            | Stati Uniti (bandiera) | 12.61 |
| 3    | Delloreen Ennis-London | Giamaica (bandiera)    | 12.61 |

400 metri ostacoli
| Pos. | Atleta          | Nazione                      | Tempo |
| ---- | --------------- | ---------------------------- | ----- |
| 1    | Melaine Walker  | Giamaica (bandiera)          | 53.36 |
| 2    | Kaliese Spencer | Giamaica (bandiera)          | 53.99 |
| 3    | Josanne Lucas   | Trinidad e Tobago (bandiera) | 54.31 |

3000 metri siepi
| Pos. | Atleta                   | Nazione          | Tempo      |
| ---- | ------------------------ | ---------------- | ---------- |
| 1    | Ruth Bisibori Nyangau    | Kenya (bandiera) | 9:13.43 CR |
| 2    | Milcah Chemos Cheywa     | Kenya (bandiera) | 9:20.19    |
| 3    | Gladys Jerotich Kipkemoi | Kenya (bandiera) | 9:21.18    |

Salto in alto
| Pos. | Atleta                | Nazione            | Dist. |
| ---- | --------------------- | ------------------ | ----- |
| 1    | Blanka Vlašić         | Croazia (bandiera) | 2.04  |
| 2    | Anna Chicherova       | Russia (bandiera)  | 2.00  |
| 7    | Antonietta Di Martino | Italia (bandiera)  | 1.97  |

Salto in lungo
| Pos. | Atleta           | Nazione                | Dist.   |
| ---- | ---------------- | ---------------------- | ------- |
| 1    | Brittney Reese   | Stati Uniti (bandiera) | 7.08 CR |
| 2    | Elena Sokolova   | Russia (bandiera)      | 6.81    |
| 3    | Tatyana Lebedeva | Russia (bandiera)      | 6.79    |

Salto triplo
| Pos. | Atleta           | Nazione           | Dist. |
| ---- | ---------------- | ----------------- | ----- |
| 1    | Mabel Gay        | Cuba (bandiera)   | 14.62 |
| 2    | Biljana Topic    | Serbia (bandiera) | 14.56 |
| 3    | Tatyana Lebedeva | Russia (bandiera) | 14.48 |

Salto con l'asta
| Pos. | Atleta          | Nazione            | Dist. |
| ---- | --------------- | ------------------ | ----- |
| 1    | Elena Isinbaeva | Russia (bandiera)  | 4.80  |
| 2    | Fabiana Murer   | Brasile (bandiera) | 4.60  |
| 2    | Monika Pyrek    | Polonia (bandiera) | 4.60  |

Getto del peso
| Pos. | Atleta              | Nazione                  | Dist.    |
| ---- | ------------------- | ------------------------ | -------- |
| 1    | Valerie Vili        | Nuova Zelanda (bandiera) | 21.07 CR |
| 2    | Nadzeya Ostapchuk   | Bielorussia (bandiera)   | 19.56    |
| 3    | Natallia Mikhnevich | Bielorussia (bandiera)   | 19.27    |

Lancio del disco
| Pos. | Atleta               | Nazione            | Dist.    |
| ---- | -------------------- | ------------------ | -------- |
| 1    | Yarelis Barrios      | Cuba (bandiera)    | 65.86 CR |
| 2    | Żaneta Glanc         | Polonia (bandiera) | 63.36    |
| 3    | Mélina Robert-Michon | Francia (bandiera) | 61.74    |

Lancio del martello
| Pos. | Atleta            | Nazione               | Dist. |
| ---- | ----------------- | --------------------- | ----- |
| 1    | Betty Heidler     | Germania (bandiera)   | 72.03 |
| 2    | Clarissa Claretti | Italia (bandiera)     | 70.56 |
| 3    | Martina Hrasnová  | Slovacchia (bandiera) | 70.45 |

Lancio del giavellotto
| Pos. | Atleta            | Nazione              | Dist. |
| ---- | ----------------- | -------------------- | ----- |
| 1    | Maria Abakumova   | Russia (bandiera)    | 64.60 |
| 2    | Barbora Špotáková | Rep. Ceca (bandiera) | 63.45 |
| 3    | Steffi Nerius     | Germania (bandiera)  | 62.59 |